# Stuxnet
Win32/Stuxnet — сетевой червь, поражающий компьютеры под управлением операционной системы Windows. 17 июня 2010 года его обнаружил антивирусный эксперт Сергей Уласень из белорусской компании «ВирусБлокАда». Вирус был обнаружен не только на компьютерах рядовых пользователей, но и в промышленных системах, управляющих автоматизированными производственными процессами.

## Цель атаки
Это первый известный компьютерный червь, перехватывающий и модифицирующий информационный поток между программируемыми логическими контроллерами марки Simatic S7 и рабочими станциями SCADA-системы Simatic WinCC фирмы Siemens. Таким образом, червь может быть использован в качестве средства несанкционированного сбора данных (шпионажа) и диверсий в АСУ ТП промышленных предприятий, электростанций, аэропортов и т. п.
Уникальность программы заключалась в том, что впервые в истории кибератак вирус физически разрушал инфраструктуру.

## Предполагаемое происхождение вируса
Существует предположение, что Stuxnet представляет собой специализированную разработку спецслужб Израиля и США, направленную против ядерного проекта Ирана. В качестве доказательства упоминаются завуалированные упоминания слова MYRTUS, содержащиеся в коде червя. Кроме того, в коде единожды встречается никак не объяснённая дата 9 мая 1979 года (19790509). В этот день произошла казнь известного иранского промышленника Хабиба Элгханиана, еврея по национальности.
Американский журналист Дэвид Сангер в книге «Противостоять и скрывать: тайные войны Обамы и удивительное использование американской силы» утверждает, что Stuxnet был частью антииранской операции «Олимпийские игры» американского правительства.
New York Times утверждает, что эта программа была разработана совместно разведывательными службами США и Израиля, а израильтяне уже испытали вирус в своём центре в городе Димона, в пустыне Негев. В газете утверждается, что вирус был разработан в Димоне не позже 2009 года, и им была успешно заражена компьютерная система ядерной программы Ирана. Бывший аналитик ЦРУ Мэтью Барроуз в книге «Будущее рассекречено» пишет, что червь Stuxnet «смог, пусть и на короткое время, приостановить иранскую ядерную программу. Он нарушил работу почти 1000 центрифуг для обогащения уранового топлива. По мнению экспертов, иранцы, обнаружив вирус и избавившись от 1000 зараженных устройств, смогли предотвратить больший ущерб».
В сентябре 2019 года опубликовано журналистское расследование, согласно которому заражение вирусом иранского центра по обогащению было произведено иранским специалистом, завербованным голландской разведкой AIVD по поручению ЦРУ и Моссада.
В январе 2024 года голландские журналисты опубликовали расследование, согласно которому в 2008 году 36-летний голландец Эрик ван Саббен проник на иранский ядерный комплекс в городе Натанза и занёс Stuxnet в сеть АСУ ТП. Эрик ван Саббен был завербован голландскими спецслужбами AVID и MVID по заданию американских спецслужб. Ван Саббен был завербован AIVD в 2005 году. Его технический опыт, многочисленные контакты в регионе и связи с Ираном (он уже вел бизнес в Иране и был женат на иранской женщине, у которой есть семья в стране) сделали его идеальным для этой миссии. Исследователи пришли к выводу, что Ван Саббен немедленно покинул Иран после успешного саботажа ядерной программы страны. Две недели спустя он погиб в аварии на мотоцикле недалеко от своего дома в Дубае.

## Технология
Данный вирус использует четыре уязвимости системы Microsoft Windows (уязвимость «нулевого дня» (zero-day) и три ранее известные уязвимости).
- Уязвимость в обработке LNK/PIF-файлов (MS10-046). Позволяет червю распространяться через внешние носители. Уязвимость заключается в выполнении кода при попытке системы отобразить иконку c накопителя, например, при просмотре в Проводнике Windows[11][12].
- Уязвимость в буфере печати Windows (Microsoft Windows Print Spooler Service Remote Code Execution Vulnerability (BID 43073)). С её помощью червь распространяется по сети[13].
- Уязвимость в обработке RPC (Microsoft Windows Server Service RPC Handling Remote Code Execution Vulnerability (BID 31874)). Позволяет червю распространяться через сетевой протокол Windows (SMB)[13].

Оставаться незамеченным антивирусными программами ему помогало наличие настоящих цифровых подписей (два действительных сертификата, выпущенных компаниями Realtek и JMicron).
Объём исходного текста вируса составляет примерно 500 КБ кода на языке ассемблера, С и C++.